# Goffredo Mameli
Goffredo Mameli dei Mannelli, meglio noto come Goffredo Mameli (Genova, 5 settembre 1827 – Roma, 6 luglio 1849), è stato un poeta e patriota italiano. Annoverato tra le figure più famose del Risorgimento italiano, morì a 21 anni a Roma nel 1849 in seguito a una ferita infetta che si procurò durante la difesa della Repubblica Romana.
È autore del testo del Canto degli Italiani, inno nazionale della Repubblica Italiana.

## Famiglia

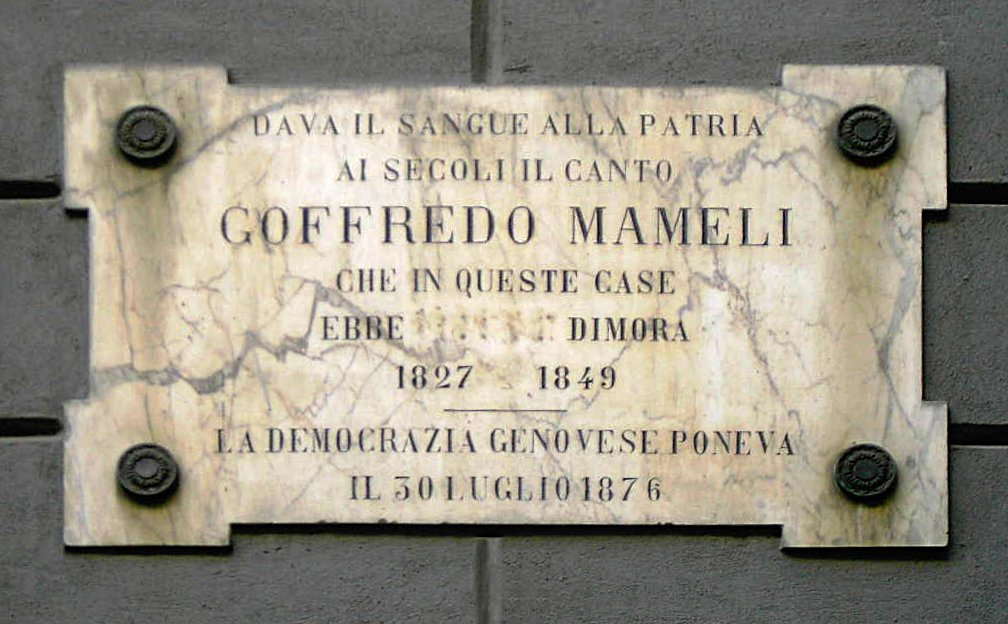
Lapide commemorativa di Goffredo Mameli sulla facciata del palazzo Senarega-Zoagli in piazza San Genesio (l'attuale largo Sanguineti, affacciato su via San Lorenzo), in cui ebbe dimora (da notare la cancellazione di "nascita e")

Goffredo Mameli nacque nel 1827 nell'allora Regno di Sardegna, a Genova nel sestiere del Molo, al civico 30 di via San Bernardo.
La madre era Adelaide (Adele) Zoagli (1805-1884), della famiglia aristocratica genovese degli Zoagli, ed era la primogenita del marchese genovese Nicolò Zoagli e di Angela dei marchesi Lomellini.
Il padre di Goffredo Mameli era Giorgio, si era imbarcato giovanissimo e gradualmente, da marinaio, fece carriera, diventando ammiraglio; fu eletto deputato al parlamento sardo a Torino, dove fu parlamentare per tre legislature.
Suo trisavolo Giommaria Mameli (1675-1751) divenne notaio presso Tortolì nella subregione dell'Ogliastra in Sardegna; l'imperatore Carlo VI d'Asburgo lo elevò poi al rango di nobile, lo fece suo console alla corte sabauda di Torino, poi ufficiale della Segreteria di Stato e di Guerra del Regno di Sicilia a Palermo e infine suo segretario particolare onorario.

## Biografia
Goffredo Mameli fu istruito dapprima nelle Scuole Pie di Genova e poi nel collegio di Carcare in provincia di Savona; già ai tempi della scuola dimostrò il suo talento letterario, componendo versi d'ispirazione romantica, tra cui quelli intitolati Il giovine crociato, L'amore, Il sogno della vergine, La vergine e l'amante. Venne presto conquistato dallo spirito patriottico e, durante i pochi anni della sua giovinezza, fu parte attiva del movimento rivoluzionario. Nel settembre del 1846, in occasione della ricorrenza del centenario della cacciata da Genova degli austriaci, fu alla testa delle manifestazioni ed espose il tricolore. Ispirato dall'azione, iniziò a comporre poesie politiche e canti militari, tra cui Ai fratelli Bandiera, Dante e l'Italia e, più tardi, Dio e il popolo, che tanto piacque al Carducci.
Non ancora ventenne, fu autore delle parole del Canto degli Italiani (1847), più noto in seguito come Inno di Mameli, musicato da Michele Novaro, adottato un secolo dopo quale inno nazionale provvisorio della Repubblica Italiana nel 1946 e ufficialmente riconosciuto per legge quale inno nazionale della Repubblica nel 2017.

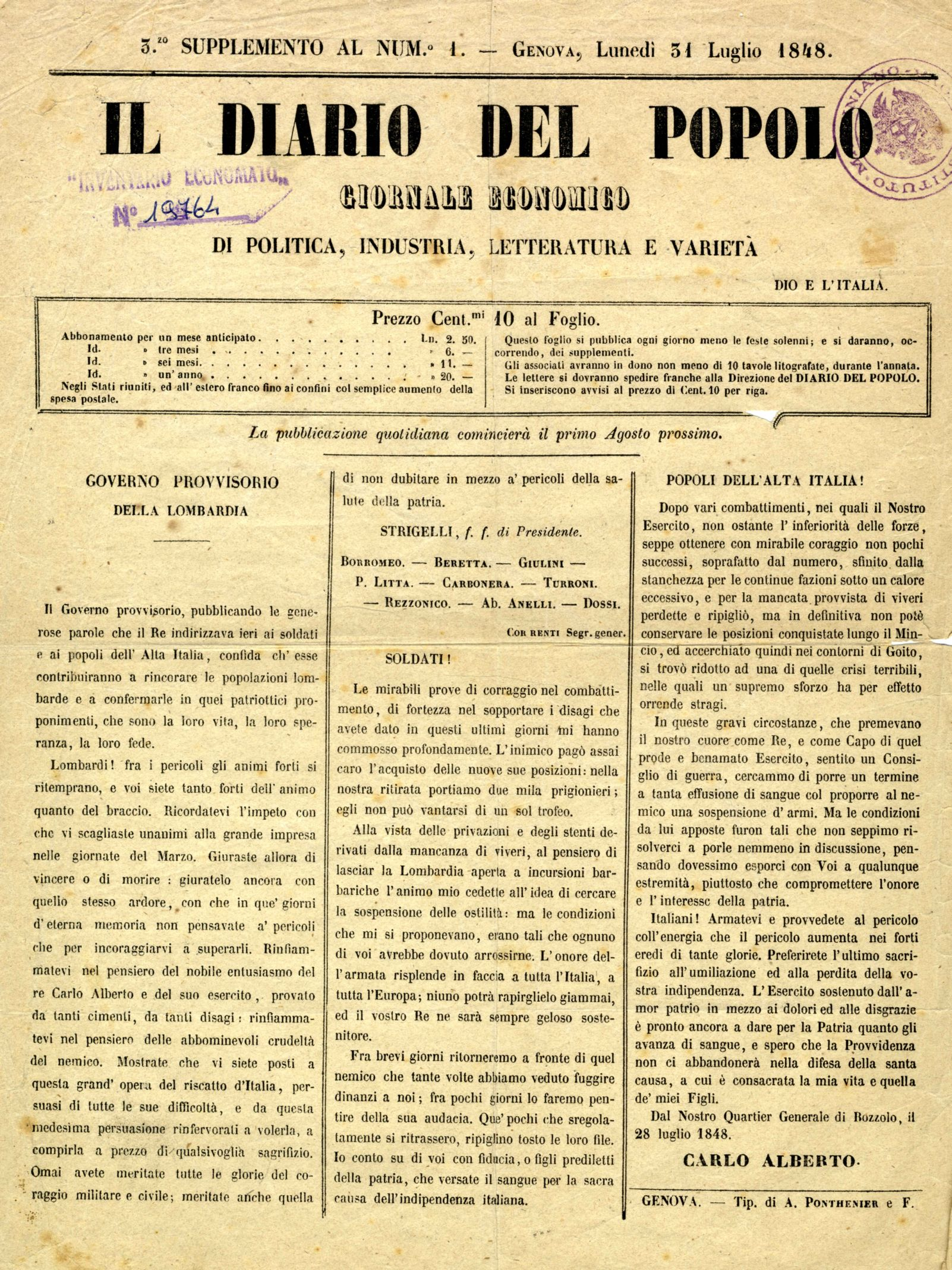
Il giornale Il Diario del Popolo, dal 16 ottobre 1848 diretto da Mameli

Nel marzo 1848 fu tra gli organizzatori di una spedizione di trecento volontari per andare in aiuto a Nino Bixio durante le Cinque giornate di Milano e, in virtù di questa impresa, fu arruolato nell'esercito di Giuseppe Garibaldi con il grado di capitano. 
Dopo il fallimento dei moti di Milano e la conseguente firma dell'armistizio, tornato a Genova, per protesta pubblicò l'Inno militare, che aveva composto su invito di Mazzini e che fu musicato da Giuseppe Verdi; contemporaneamente divenne direttore del giornale Il Diario del Popolo.
A seguito dell'uccisione di Pellegrino Rossi nel novembre 1848 e della fuga di Pio IX, avute notizie di sommosse, si recò a Roma. Aderì al comitato romano dell'associazione sorta per promuovere la convocazione di una costituente nazionale, secondo i dettami politici di Mazzini. Nel gennaio del 1849, all'interno della Giunta Provvisoria di Governo, Mameli si occupò soprattutto dell'organizzazione militare. Il 9 febbraio, avvenuta la proclamazione della Repubblica Romana, Mameli inviò a Mazzini il famoso dispaccio: «Roma! Repubblica! Venite!»

### Ultimi giorni
Durante l'assedio di Roma, l'ultimo atto della breve Repubblica Romana del 1849, divenuto aiutante di Garibaldi, Mameli si batté eroicamente contro i borbonici nella battaglia di Palestrina (9 maggio) e in quella di Velletri (19 maggio).  In particolare combatté nella difesa della Villa del Vascello sul colle del Gianicolo. Fu ferito alla gamba sinistra durante l'ultimo assalto del 3 giugno a Villa Corsini, occupata dai francesi.

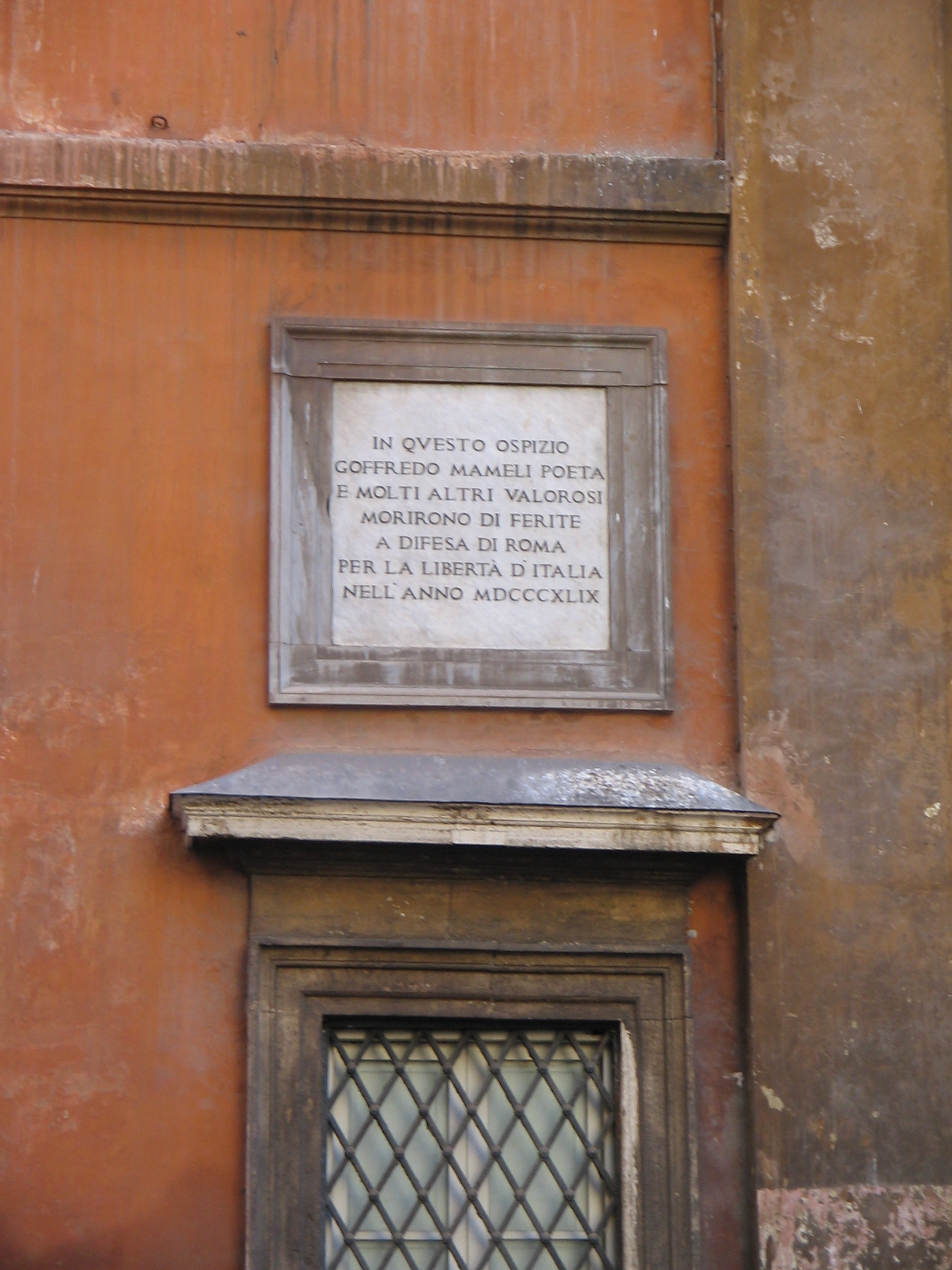
La lapide dedicata a Mameli all'ospizio di Trinità dei Pellegrini

Di questo episodio sono note due versioni: una secondo la quale sarebbe stato ferito per sbaglio dalla baionetta di un commilitone; l'altra, più diffusa e accreditata, sostiene invece che sia stato raggiunto da una fucilata francese. In ogni caso, fu trasportato dai compagni all'ospedale di Trinità dei Pellegrini, dove venne visitato e curato dal medico Pietro Maestri. Le condizioni apparvero immediatamente molto gravi, come si capisce dalle parole scritte da Maestri ad Agostino Bertani qualche tempo dopo:
(Pietro Maestri)
Il vero problema fu però la gangrena, che Maestri osservò dopo quattro giorni. Quando Bertani vide per la prima volta la gamba di Goffredo Mameli era il 19 giugno e la gangrena era arrivata a quattro dita sotto al ginocchio, e dopo un consulto con Maestri e altri medici si decise di amputare. L'intervento fu eseguito dal chirurgo Paolo Maria Baroni e giudicato positivamente da Bertani, data la modesta perdita di sangue e la corretta chiusura del moncone.
Nulla si poté fare comunque contro la sopravvenuta infezione, che peggiorò gradualmente fino a causare la morte per setticemia di Mameli il 6 luglio 1849, alle 7:30 del mattino, a 21 anni, nell'ospizio di Trinità dei Pellegrini.

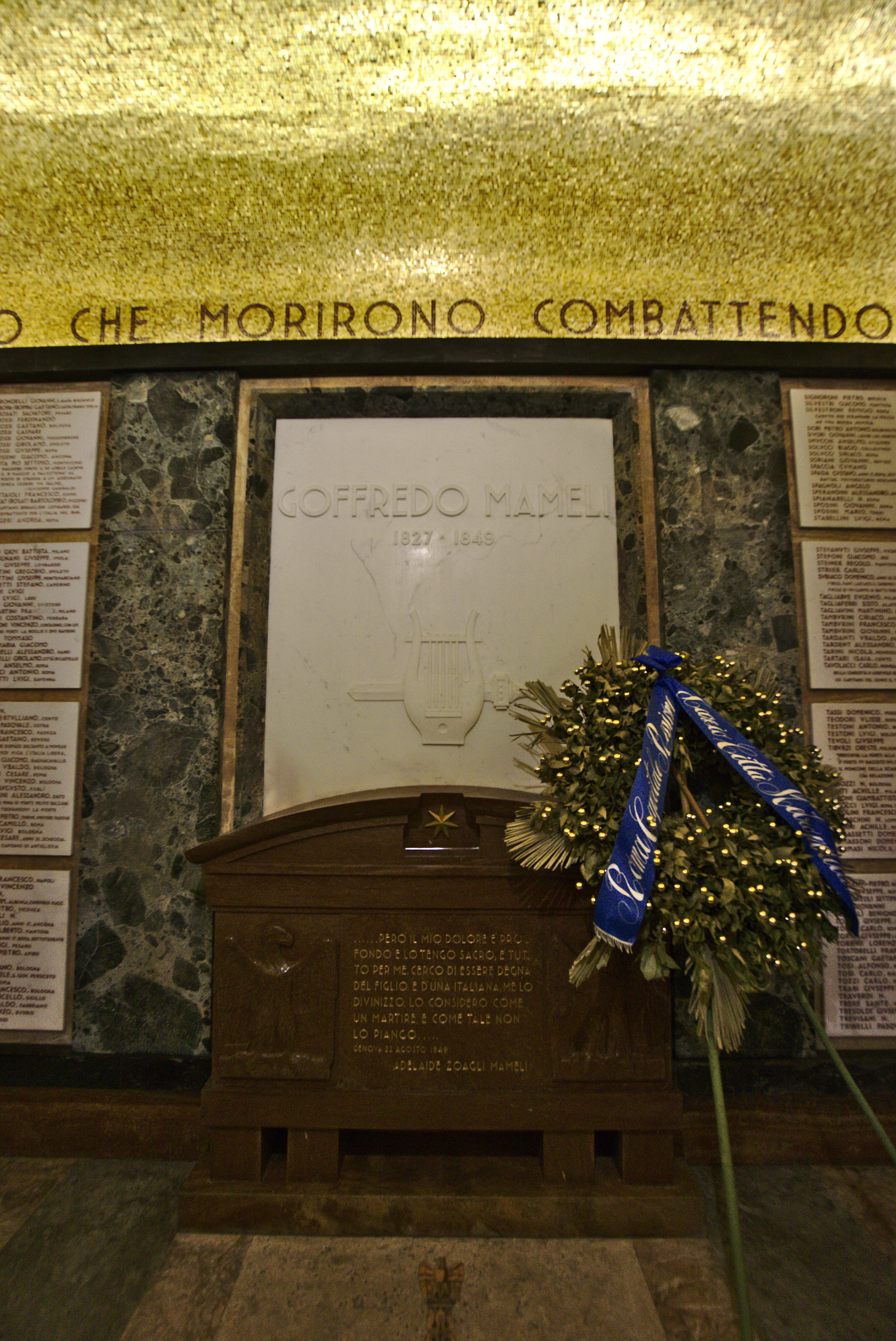
Tomba di Goffredo Mameli sotto il Mausoleo Ossario Garibaldino

Così Bertani descrisse poi nel suo diario gli ultimi istanti di vita di Goffredo Mameli:
(Agostino Bertani)
Anche Nino Bixio registrò nel proprio diario l'ora esatta della morte dell'amico con queste testuali parole:
(Nino Bixio)
Il padre, il contrammiraglio Giorgio, accorse da Genova al capezzale del figlio, ma giunse troppo tardi.
Fu sepolto nella chiesa di Santa Maria in Monticelli e quindi nei sotterranei della chiesa delle Stimmate; dopo la presa di Porta Pia la sua salma fu ritrovata e trasportata al Verano, dove è il suo monumento funebre. Le sue spoglie riposano al Gianicolo, dove furono traslate nel 1941 nel ricostruito Mausoleo Ossario Garibaldino.

## Opere
(Giuseppe Monsagrati)
Soltanto alcune poesie, tra cui l'inno «Fratelli d'Italia», furono pubblicate in vita dell'autore, spesso su fogli volanti. La sua produzione poetica e i suoi scritti in prosa, perlopiù giornalistici o stesure di discorsi pronunciati pubblicamente, furono raccolti postumi.
- Scritti, Genova, tipografia Dagnino, 1850.
- Poesie, Tortona, dalla tipografia Franchini, 1859.
- Scritti editi e inediti, ordinati e pubblicati con proemio, note e appendici a cura di Anton Giulio Barrili, Genova, Società ligure di storia patria, 1902.
- Le liriche, Firenze, Successori Le Monnier, 1915.
- La vita e gli scritti, a cura di A. Codignola, Edizione del centenario, 2 voll., Venezia, La nuova Italia, 1927.

## Intitolazioni di reparti militari

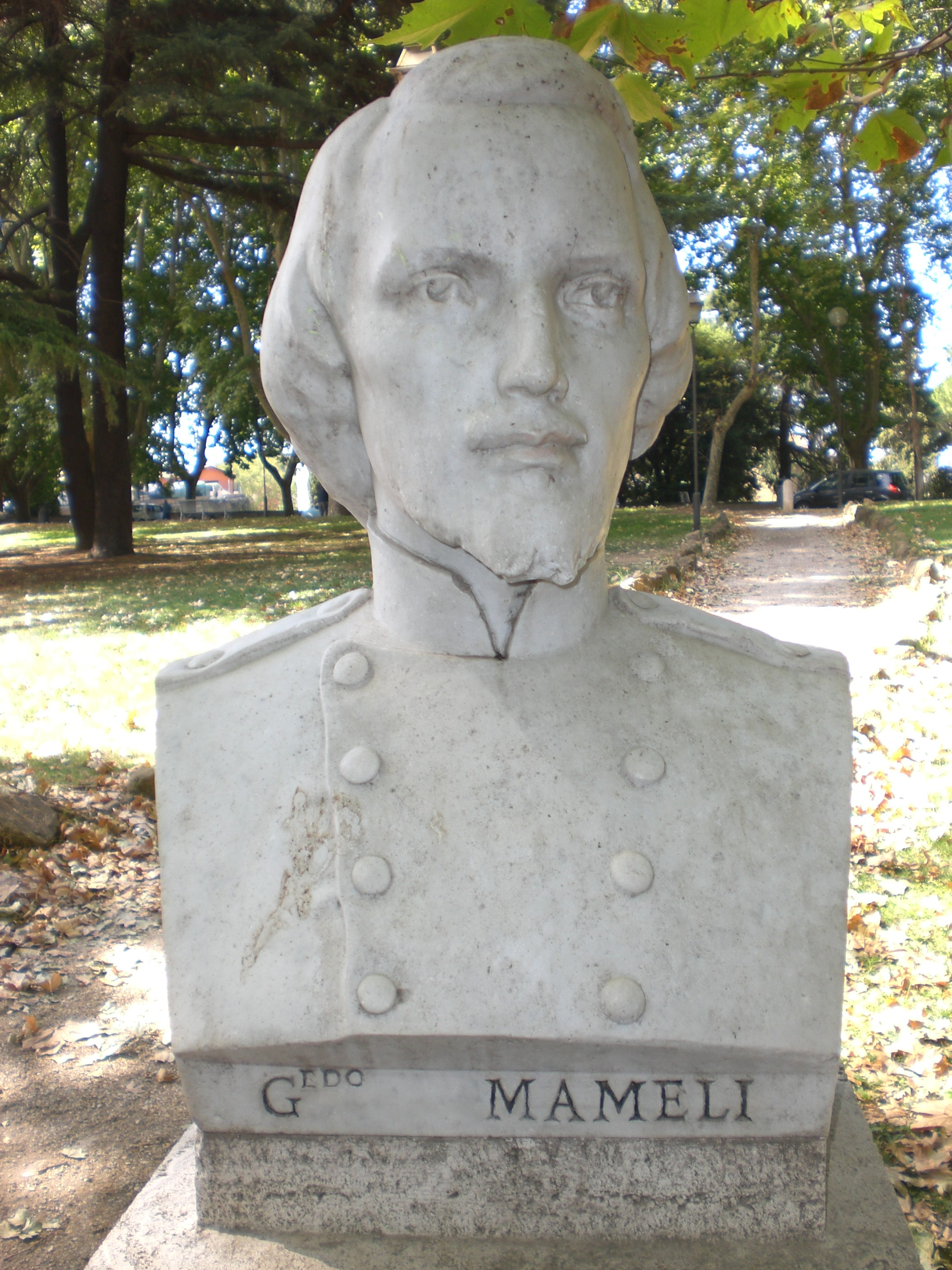
Busto di Goffredo Mameli al Gianicolo

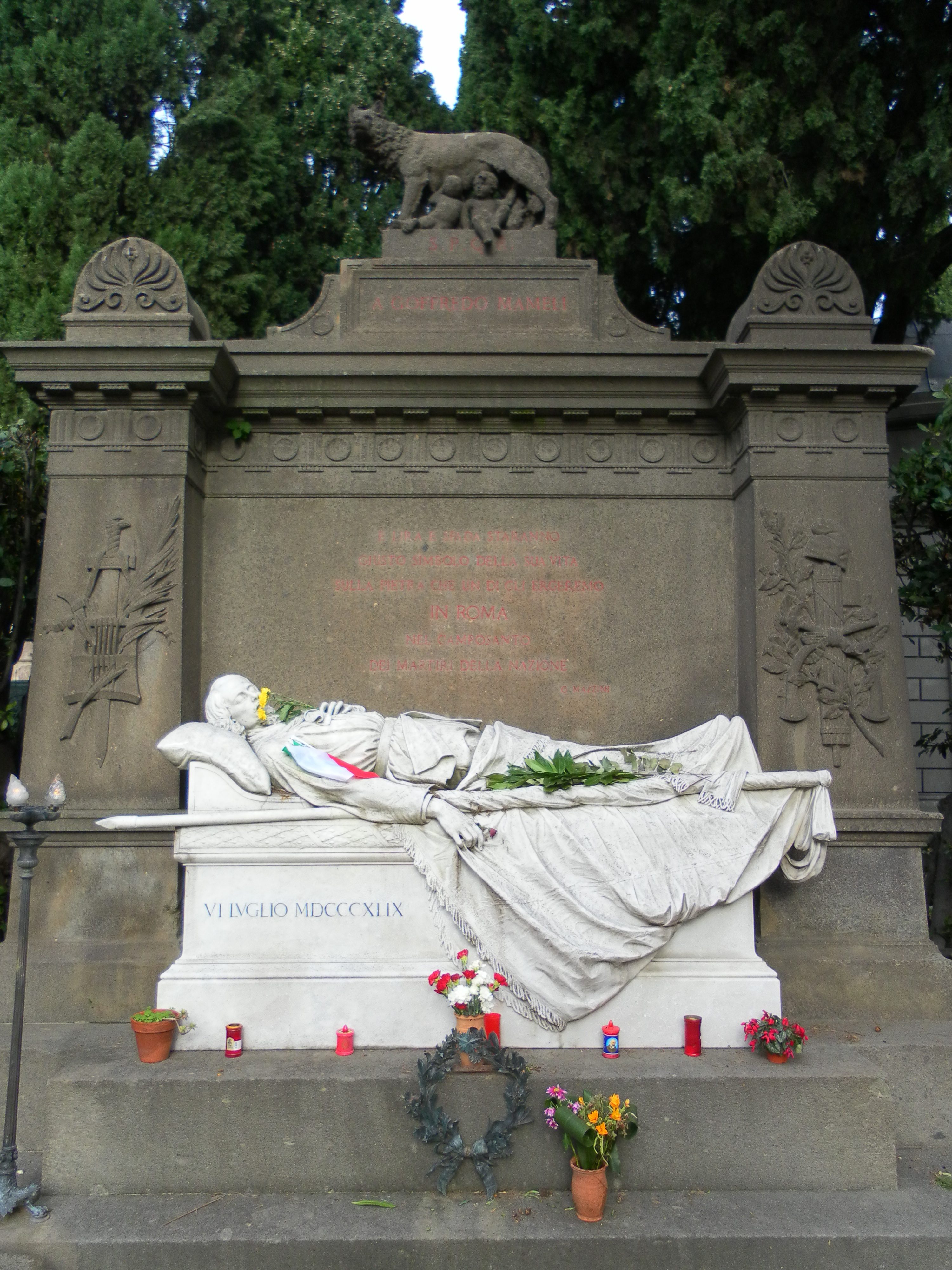
Cenotafio di Mameli al cimitero monumentale del Verano (Roma)

- Nel 1975 l'Esercito Italiano gli dedicò la neo costituita unità, la 32ª Brigata corazzata "Mameli".
- Tra i reparti militari che gli furono intitolati ne figurano due appartenenti alle Brigate Giustizia e Libertà, un battaglione operante nella provincia di Treviso e la Brigata Mameli comandata da Rodolfo Chiosi in provincia di Arezzo. Altresì fu intitolato a Mameli un reparto di Bersaglieri della Repubblica Sociale Italiana.

## Nella cultura popolare
Nel 1904 gli fu dedicato un dramma teatrale in versi di cinque atti, Goffredo Mameli, scritto da Lucio D'Ambra e Giuseppe Lipparini, con Ferruccio Garavaglia nella parte del protagonista e molti altri interpreti, tra cui Paola Pezzaglia nella parte di Roberta, il suo giovane "amore di finestra". I titoli dei singoli atti sono: Il sogno fiorisce, Italia chiamò!, Roma Repubblica, Siam pronti alla morte!, L'Epopea.
I suoi ultimi momenti di vita sono stati mostrati anche nel film In nome del popolo sovrano del 1990.
È citato insieme a Michele Novaro nella canzone Sfiorivano le viole di Rino Gaetano e nella canzone Cose che non capisco di Caparezza.
Il personaggio di Goffredo Mameli compare nella fiction Anita Garibaldi, miniserie televisiva di RaI 1 del 2012, di Claudio Bonivento, con Valeria Solarino e Giorgio Pasotti e musiche di Amedeo Minghi. A interpretarlo è Filippo Scarafia.
Compare anche nella fiction in due puntate Né con te né senza di te di Vincenzo Terracciano, con Sabrina Ferilli e Francesco Testi, andata in onda su Rai 1 l'8 e il 9 ottobre 2012. A interpretarlo è Marco Foscari. 
Nel 2022 il regista Angelo Antonucci realizza il primo film interamente dedicato alla figura di Goffredo Mameli dal titolo Goffredo e l'Italia chiamò con Emanuele Macone nei panni di Goffredo, Francesco Baccini, Stefania Sandrelli, Maria Grazia Cucinotta, Vincent Riotta. Lo stesso regista Angelo Antonucci ha realizzato dall'opera cinematografica una versione televisiva, con aggiunta di oltre dieci minuti di scene originali, dal titolo L'Italia chiamò.
Nel 2024 esce la serie televisiva Mameli - Il ragazzo che sognò l'Italia dei registi Luca Lucini e Ago Panini, incentrata sulla vita di Goffredo Mameli, interpretato da Riccardo De Rinaldis Santorelli.